# Saison 2018-2019 du Toulouse Football Club
Maillots
Chronologie
Saison précédente Saison suivante
La saison 2018-2019 du Toulouse Football Club voit le club s'engager dans trois compétitions que sont la Ligue 1, la Coupe de France, et la Coupe de la Ligue.

## Effectif professionnel actuel
Le tableau ci-dessous recense l'effectif professionnel actuel du Toulouse Football Club pour la saison 2018-2019.

## Transferts

### Mercato d'été
Le mercato d'été 2018-2019 est officiellement actif du samedi 9 juin 2018 au vendredi 31 août 2018.

#### Départs
Gianelli Imbula, en fin de prêt, retourne à Stoke City qui le prête alors au Rayo Vallecano de Madrid.
Mickaël Debève, quitte le club et s'engage au RC Lens comme entraîneur-adjoint au côté de Philippe Montanier.
Issa Diop est transféré pour la somme de 25 millions d'euros pour 5 ans au club de West Ham United FC.
Alban Lafont est transféré pour la somme de 7 millions d'euros pour 5 ans au club de l'ACF Fiorentina.
Maxime Pélican signe à l'OGC Nice.
À l'issue d'un prêt de six mois au Stade brestois 29, Jessy Pi retourne en prêt au Stade brestois 29.
Andy Delort est prêté 1 an avec option d'achat au Montpellier HSC.
Somália s'engage pour 2 ans au Al-Shabab Riyad.
Clément Michelin est prêté une saison sans option d'achat à l'AC Ajaccio.
Ola Toivonen s'engage avec le Melbourne Victory pour 2 ans.
Quentin Boisgard est prêté une saison sans option d'achat au Pau FC.
Alexis Blin est prêté une saison avec option d'achat à l'Amiens SC.

#### Arrivées
À l'issue du maintien acquis, l'option d'achat est levée par le club et Firmin Mubele s'engage pour 4 ans.
À l'issue d'un prêt de six mois très convaicant, un accord est trouvé concernant le transfert définitif de Max-Alain Gradel, entre l'AFC Bournemouth et le Toulouse FC et s'engage pour 3 ans.
Alain Casanova revient au club pour une durée de 3 ans.
Baptiste Reynet s'engage pour 4 ans au Toulouse FC.
Aaron Leya Iseka s'engage pour 4 ans au Toulouse FC.
John Bostock s'engage pour 3 ans au Toulouse FC.
Manuel García Alonso est prêté au Toulouse FC.
Matthieu Dossevi s'engage pour 3 ans au Toulouse FC pour 2,5 millions d'euros.
Steven Moreira s'engage pour 3 ans au Toulouse FC pour 2,5 millions d'euros.
Stéphane Mbia s'engage pour 1 ans au Toulouse FC.

### Mercato d'hiver
Le mercato d'hiver 2018-2019 est officiellement actif du mardi 1er janvier 2019 au jeudi 31 janvier 2019.

#### Départs
Jean-Clair Todibo est transféré pour un million d'euro plus deux en variables au FC Barcelone, où il signe un contrat de quatre ans.
Steven Fortes est prêté jusqu'à la fin de la saison au RC Lens.
Steeve Yago est prêté jusqu'à la fin de la saison au Le Havre AC.

#### Arrivées
Gen Shōji s'engage pour 3 ans et demi pour 3 millions d'euros au Toulouse FC.

## Compétitions

### Championnat
La Ligue 1 2018-2019 est la quatre-vingt-unième édition du Championnat de France de football. L'épreuve est disputée par vingt clubs réunis dans un seul groupe et se déroulant par matches aller et retour, soit une série de trente-huit rencontres. Les meilleurs de ce championnat se qualifient pour les coupes d'Europe, les trois premiers en Ligue des champions et le quatrième en Ligue Europa. À l'inverse, les deux derniers de la compétition sont rétrogradés à l'échelon inférieur en Ligue 2 et le 18e joue un barrage contre le 3e de la division inférieure.

#### Classement
| Rang | Équipe                | Pts | J  | G  | N  | P  | Bp | Bc | Diff | Qualification ou relégation            |
| ---- | --------------------- | --- | -- | -- | -- | -- | -- | -- | ---- | -------------------------------------- |
| 13   | Angers SCO            | 46  | 38 | 10 | 16 | 12 | 44 | 49 | −5   |                                        |
| 14   | Girondins de Bordeaux | 41  | 38 | 10 | 11 | 17 | 34 | 42 | −8   |                                        |
| 15   | Amiens SC             | 38  | 38 | 9  | 11 | 18 | 31 | 52 | −21  |                                        |
| 16   | Toulouse FC           | 38  | 38 | 8  | 14 | 16 | 35 | 57 | −22  |                                        |
| 17   | AS Monaco             | 36  | 38 | 8  | 12 | 18 | 38 | 57 | −19  |                                        |
| 18   | Dijon FCO             | 34  | 38 | 9  | 7  | 22 | 31 | 60 | −29  | Participation au barrage de relégation |
| 19   | SM Caen               | 33  | 38 | 7  | 12 | 19 | 29 | 54 | −25  | Relégation en Ligue 2                  |

## Statistiques

### Statistiques des buteurs
| Place   | Nom                 | Ligue 1 | Coupe de France | Coupe de la Ligue | Total des buts |
| 1       | Max-Alain Gradel    | 11      | 2               | 0                 | 13             |
| 2       | Aaron Leya Iseka    | 4       | 2               | 0                 | 6              |
| 3       | Matthieu Dossevi    | 4       | 1               | 0                 | 5              |
| 4       | Jimmy Durmaz        | 4       | 0               | 0                 | 4              |
| 5       | Yaya Sanogo         | 3       | 0               | 0                 | 3              |
| 6       | Issiaga Sylla       | 2       | 0               | 0                 | 2              |
| 6       | Bafodé Diakité      | 1       | 1               | 0                 | 2              |
| 6       | Manu García         | 0       | 2               | 0                 | 2              |
| 7       | Yannick Cahuzac     | 1       | 0               | 0                 | 1              |
| 7       | Christopher Jullien | 1       | 0               | 0                 | 1              |
| 7       | Ibrahim Sangaré     | 1       | 0               | 0                 | 1              |
| 7       | Kalidou Sidibé      | 1       | 0               | 0                 | 1              |
| 7       | Jean-Clair Todibo   | 1       | 0               | 0                 | 1              |
| Détails | 13 buteurs violets  | 34      | 8               | 0                 | 42             |

### Statistiques des passeurs
| Place   | Nom                | Ligue 1 | Coupe de France | Coupe de la Ligue | Total des passes |
| 1       | Max-Alain Gradel   | 5       | 2               | 0                 | 7                |
| 2       | Manu García        | 4       | 0               | 0                 | 4                |
| 3       | Ibrahim Sangaré    | 3       | 0               | 0                 | 3                |
| 4       | Matthieu Dossevi   | 2       | 0               | 0                 | 2                |
| 4       | Issiaga Sylla      | 0       | 2               | 0                 | 2                |
| 5       | Kelvin Amian       | 1       | 0               | 0                 | 1                |
| 5       | Jimmy Durmaz       | 1       | 0               | 0                 | 1                |
| 5       | John Bostock       | 0       | 1               | 0                 | 1                |
| 5       | Steven Moreira     | 0       | 1               | 0                 | 1                |
| Détails | 9 passeurs violets | 16      | 6               | 0                 | 22               |